# Luiz Antonio Gasparetto
Luiz Antonio Alencastro Gasparetto (São Paulo, 16 de agosto de 1949 —  São Paulo, 3 de maio de 2018) foi um psicólogo, médium psicopictográfico, escritor e locutor brasileiro.
Durante quase três anos foi apresentador do programa de televisão Encontro Marcado da RedeTV!, que propunha ajudar casos comuns em família ou sociedade. Tinha estreado na televisão, porém, em 1987, com o programa Terceira Visão, na Rede Bandeirantes, programa idealizado pelo espírita Augusto Cesar Vanucci.
Gasparetto obteve reputação mundial no fim da década de 1970 e durante quase toda a década de 1980 por excursionar pela Europa com Elsie Dubugras a fim de mostrar os trabalhos que famosos artistas plásticos — como Renoir, Da Vinci, Rembrandt, Toulouse-Lautrec, Modigliani, Picasso, Monet, entre outros, teriam realizado através de sua mediunidade.
Na década de 1980, rompeu com a doutrina espírita e empenhou-se em projetos ligados à psicologia, autoajuda e espiritualidade, escrevendo livros e ministrando cursos com o objetivo do desenvolvimento do ser. Mais recentemente, porém, em 2009, realizou algumas pinturas mediúnicas em seu Espaço Vida e Consciência. A partir de 2010, manteve suas atividades ligadas à Nova Era com uma literatura metafísica e com a criação do "teatro de autoajuda" ampliando, também, seu veículo de comunicação com o público através das mídias digitais como  Site Pessoal, Aplicativo, Página no Facebook e canal oficial no YouTube. Seu último vídeo foi compartilhado na sua página do Facebook no dia 20 de abril de 2018, 13 dias antes de sua morte. Gasparetto morreu em 3 de maio de 2018, vítima de câncer de pulmão.

## Biografia

### Infância e juventude
Luiz Gasparetto nasceu no Bairro do Ipiranga, São Paulo, em 16 de agosto de 1949, em uma família de ascendência italiana. Seus pais, Aldo Gasparetto e Zibia Milani Gasparetto, educaram-no dentro da doutrina espírita, o que lhes permitiu entender as as supostas capacidades mediúnicas da criança. Aos treze anos, os biógrafos anotam que Luiz teria pintado um belo quadro que teria sido influenciado pelo espírito de Claude Monet. Com tal demonstração, foi levado até o famoso Chico Xavier que lhe deu certas instruções e que lhe deu o nome de vários espíritos que pintavam por seu intermédio. Elsie Dubugras levou-o a uma viagem de dois meses pela Europa, onde Luiz passou a assinar quadros com os nomes de Renoir, Da Vinci, Rembrandt, Toulouse-Lautrec, Modigliani, Picasso, Monet, entre outros.
Disse numa entrevista, já adulto: "As pessoas pensam que quando você morre, você se transforma, mas isto não é verdade, permanecemos os mesmos: apenas evoluímos com base nas experiências que fizemos… No entanto, na dimensão em que eles [os pintores falecidos] estão, eles se apresentam diferentes na forma física. Toulouse-Lautrec, por exemplo, quando se aproxima de mim, não tem nenhum problema nas pernas. Parece-me uma pessoa muito alegre e cheia de humor."

### Espaço Vida e Consciência
O descontentamento com o que acreditava ser uma tradição imutável, levou-o, afinal, a conjugar dois caminhos trilhados a princípio de forma independente: a carreira profissional e o exercício da atividade mediúnica. Formado em Psicologia e tendo frequentado alguns cursos no Instituto Esalen, nos EUA, um dos centros mais famosos de irradiação das chamadas terapias alternativas, acabou redefinindo o rumo de sua carreira.
A criação do Espaço Vida e Consciência, na década de 1990, definiu essa nova etapa. A partir de então, distanciando-se da prática clínica convencional e da moral espírita cristã, as suas atividades passaram a integrar o chamado circuito "neoesotérico", através da promoção de cursos, palestras e workshops com temas relativos à espiritualidade, à saúde e a problemas que envolvem as relações cotidianas - afetivas, familiares e de trabalho.
Por mais de uma década, as suas atividades espiritualistas mantiveram-se em paralelo àquelas desenvolvidas no centro espírita dirigido por sua família. Gradativamente, porém, também as atividades deste último começaram a ser modificadas. O distanciamento começou com a mudança de sua denominação para Centro de Desenvolvimento Espiritual Os Caminheiros, mais adequada às práticas terapêuticas que passou a desenvolver, e que fogem ao repertório espírita, como o "passe com luzes" (prática que associa o passe espírita à cromoterapia) e sessões de "visualização criativa". Oriundas do universo das "terapias alternativas", essas técnicas introduzem a abordagem de questões psicológicas.
O passo seguinte, envolvendo o fechamento do centro em 1995, marcou o rompimento definitivo da família Gasparetto com a doutrina espírita, principalmente no que se refere ao exercício da mediunidade como prática de doação. Desde meados da década de 1980 os livros de Zíbia e Luiz Gasparetto passaram a ser editados por uma editora de propriedade da família, transferindo-se assim a renda das atividades filantrópicas para a apropriação pessoal dos direitos autorais.
Uma vez fechado o centro Os Caminheiros, a entidade Calunga teria passado a protagonizar cursos e palestras no Espaço Vida e Consciência, que, como as demais atividades ali desenvolvidas, se destinam a grandes plateias e são pagos.
Atualmente o Espaço Vida e Consciência teve o nome alterado para Espaço da Espiritualidade Independente.

### O comportamento
De modo geral, as suas atividades se desenvolviam em clima de espetáculo, seus cursos, palestras e shows não deixavam de ter feições próprias, combinando técnicas de terapia com encenação, improvisação retórica e referências que remetiam a uma espiritualidade difusa. Engraçado, histriônico, Gasparetto era dono de uma extraordinária habilidade de comunicação e de sedução. Tinha carisma e sua forma descontraída o identificava  rapidamente com seu público.
Gasparetto construía com facilidade sua linha de pensamento, interagindo diretamente com a plateia, jogando com a ironia, a surpresa, o medo do ridículo, criando um ambiente descontraído e divertido à medida que se construíam, em geral por meio de diálogos imaginários, os estereótipos que retratavam o público: a "dona de casa", os "filhos", o "marido", a "sogra", a "vizinha", o "chefe", a "colega de trabalho" etc.

### Mídia
- Terceira Visão - na década de 80 apresentou pela Rede Bandeirantes de Televisão o programa Terceira Visão, engendrado pelo então conhecido diretor e produtor de televisão, Augusto César Vanucci.
- Encontro Marcado - em 2005 a RedeTV! concedeu-lhe um programa de auditório onde apresentava um jogo de ideias e confrontação. No programa, decidia o rumo e a solução que seria aplicada em cada caso de problema espiritual ou emocional, com base nas respostas que obtinha de cada um dos seus entrevistados. O programa acabou em 2008.
- Revista Ana Maria - escrevia semanalmente uma coluna na revista Ana Maria com textos motivacionais, porém essa coluna se encerrou em 19 de abril de 2011.
- Rádio Mundial - desde 1989 apresentava o programa Gasparetto Conversando com Você na Rádio Mundial, no início diário, depois semanal (as quartas-feiras), porém este programa acabou  em agosto de 2014.

### Companhia das Luzes
No início dos anos 2000 fundou a Companhia das Luzes, com frequentadores do Espaço Vida e Consciência. Essa Companhia de "amadores" desenvolvia espetáculos grandiosos que misturavam teatro, dança e música, roteirizados pelo próprio Gasparetto. Entre os espetáculos estão É do Babado, Mama Mia Brasil, Calunga um Espírito de luz, Para viver sem Sofrer, Concerto Para uma Alma Só, Babalu, Infinito, Infinito 2, onde reencarnar é uma lei, Faça dar Certo, Bion o circo das mascaras, entre outros.

### Seu trabalho
Com a transferência formal da direção do Centro para Luiz Gasparetto, mudanças foram sendo implementadas no ritual da casa. O processo foi sinalizado pela mudança da tutela da casa, cujo dirigente-espiritual passou a ser a entidade Calunga, que se apresenta como Exu, figura que remete ao universo da umbanda, personagem excluído do panteão espírita cujos "guias espirituais" - pintores e escritores brasileiros e estrangeiros e, dentre os profissionais liberais, especialmente médicos, oriundos do meio erudito.
Na década de 90 foram introduzidas novidades no campo dos estudos; além das atividades tradicionais - ensino da doutrina e escola de desenvolvimento mediúnico -, passou-se a promover palestras semanais realizadas por profissionais convidados, que abordavam temas que remetiam ao universo neoesotérico: ufologia, astrologia, tarot, cristais etc.
Paralelamente, Gasparetto ministrava um curso denominado Vida e Consciência onde introduzia as técnicas de auto conhecimento, visando que as pessoas fossem seus próprios terapeutas.
Gasparetto também passou a dar palestras para grandes públicos, os famosos domingões, realizados em teatros como o Parque Anhembi e posteriormente passaram a ser ministradas em espaço próprio no formato de cursos rápidos, em média de quatro aulas semanais sempre voltados aos temas da autoajuda.
Em 2007 teve início o projeto "Filhos da Luz", idealizado por Calunga, introduzindo práticas da autoajuda com "guias" que têm como referência a umbanda, porém, não implicando neste caso a adesão a prescrições rituais e doutrinárias desse sistema religioso. Sua condição de outsider do panteão espírita serve à ritualização do afastamento da "tradição" espírita, autorizando, dessa forma, a incorporação de ideias e de práticas de outros sistemas simbólicos, seculares e/ou religiosos. Ao longo dos anos foram se apresentando novos guias desencarnados como Tibirias, Pai João, Naná, Mauá e sua equipe ( Inácio de Loyola, John Rockfeller, Rei Salomão, Rei David, Lourenço Prado, Thomas More, Allan Kardec etc) e Mestre Lee, que fazem parte do Colegiado Filhos da Luz.
Em 2012 lançou seu website pessoal e um aplicativo para download que exibe mensagens (em vídeo) diárias.
Em 2014 lançou seu canal oficial no Youtube e sua página oficial no Facebook. Foi um dos fundadores e mantenedores da ONG Pró-Cães.

### Morte
Em fevereiro de 2018, o médium revelou que havia sido diagnosticado com câncer de pulmão. Gasparetto morreu em 3 de maio do mesmo ano, em decorrência da doença. O velório aconteceu no dia seguinte, no cemitério Memorial Parque Paulista, em Embu das Artes, onde foi realizada também a cremação do corpo.

## Gasparetto Play
Em 2016, foi encontrado um manuscrito escrito por Luiz Gasparetto em que o médium descreve, talvez de forma a deixar uma missão para a sua família, de forma detalhada o seu maior sonho: possuir uma plataforma em que todos os seus cursos e palestras fossem disponibilizados por um valor acessível.
Então, em 2019, atendendo ao seu pedido, sua sobrinha Vanessa Gasparetto, dedicou esforços para a construção de uma plataforma digital na qual esses vídeos fossem disponibilizados e a nomeou Gasparetto Play.
A plataforma aceita apenas conteúdos de desenvolvimento pessoal, possui um acervo digital com vídeos de palestras, cursos e aulas do médium e de diversos outros professores.

## Pensamento

### Doutrina espírita
Tendo se dedicado inicialmente à doutrina espírita, Gasparetto redefiniu o curso de sua trajetória religiosa na década de 1980. O marco inicial desse processo remonta à década anterior, período em que realizou uma série de viagens ao exterior (Europa e Estados Unidos) com o objetivo de conhecer melhor outras doutrinas espiritualistas. Estas lhe propiciaram o contato com novas ideias e práticas religiosas e espiritualistas, além da observação de outros valores e formas de se praticar a mediunidade. De volta ao Brasil, passou a manifestar publicamente suas opiniões acerca da prática da doutrina espírita tradicional.
A crítica de Gasparetto ao Espiritismo refere-se ao "moralismo espírita" derivado da tradição do Catolicismo no Brasil que, segundo ele, inibe a discussão sobre sexo ou dinheiro em meios espíritas. Segundo ele, "em sociedades liberais como os Estados Unidos, por exemplo, as coisas são mais abertas e existe a possibilidade de se entender e discutir abertamente essa etapa da vida que, no nosso país, se vê escondida pela falsa moralidade." Gasparetto vê na postura conservadora da doutrina espírita um meio de transmitir uma mensagem libertadora que não possui maior chance de aproveitamento em seus ensinamentos porque os espíritos são contundentemente crentes nas normas católicas.
Para ele, o Kardecismo "é muito antiquado [...] não sai daquela caminhada, sempre igual: não muda o jeito do passe, não muda a forma de tratamento, não se conhece nada de energia eletromagnética [...]" Críticas da mesma ordem são dirigidas às obras publicadas pelo francês Allan Kardec, as quais, segundo ele, são ultrapassadas: "Quando digo que sou kardecista é por causa da pesquisa, do questionamento, da comparação, da busca e do método utilizado por Kardec [...] Agora, o conteúdo é coisa de época [...]."

## Livros publicados
Todos publicados pela editora Vida e Consciência:
- 1) 1991 - Atitude, ISBN 8585872179
- 2) 1992 - Se ligue em você
- 3) 1992 - Se ligue em você (infantil)
- 4) 1993 - Essencial (livro de bolso)
- 5) 1994 - Faça dar certo
- 6) 1994 - Se ligue em você 2 (infantil)
- 7) 1995 - Calunga - Um dedinho de prosa
- 8) 1995 - Se ligue em você 3 (infantil)
- 9) 1996 - Prosperidade profissional
- 10) 1997 - A vaidade de Lolita (infantil)
- 11) 1997 - Amplitude 1 - Você está onde você se põe
- 12) 1997 - Amplitude 2 - Você é seu carro
- 13) 1997 - Amplitude 3 - A vida lhe trata como você se trata
- 14) 1997 - Calunga - Tudo pelo melhor
- 15) 1998 - Amplitude 4 - A coragem de se ver
- 16) 2000 - Calunga - Fique com a luz...
- 17) 2000 - Conserto para uma alma só
- 18) 2000 - Metafísica da Saúde (sistemas respiratório e digestivo) Vol. 1
- 19) 2001 - Metafísica da Saúde (sistemas circulatório, urinário e reprodutor) Vol.2, ISBN 858587273X
- 20) 2002 - Para viver sem sofrer, ISBN 85-85872-78-0
- 21) 2003 - Metafísica da Saúde (sistemas endócrino e muscular) Vol. 3, ISBN 858587287X
- 22) 2007 - Calunga - Verdades do Espírito
- 23) 2008 - Metafísica da Saúde (sistema nervoso) Vol. 4
- 24) 2010 - Revelação da Luz e das Sombras
- 25) 2011 - Afirme e faça acontecer
- 26) 2013 - Calunga - O  melhor da vida
- 27) 2015 - Gasparetto responde!
- 28) 2015 - Calunga revela - As leis da vida
- 29) 2015 - Metafísica da Saúde (sistema ósseo e articular) Vol. 5
- 30) 2016 - Fazendo Acontecer!
- 31) 2017 - O Corpo Seu Bicho Inteligente